# Mariano Trípodi
Mariano Trípodi (sinh ngày 3 tháng 7 năm 1987) là một cầu thủ bóng đá người Argentina.

## Sự nghiệp câu lạc bộ
Mariano Trípodi đã từng chơi cho Tochigi SC.

## Thống kê câu lạc bộ

### J.League
| Đội        | Năm       | J.League | J.League | J.League Cup | J.League Cup | Tổng cộng | Tổng cộng |
| Đội        | Năm       | Trận     | Bàn      | Trận         | Bàn          | Trận      | Bàn       |
| ---------- | --------- | -------- | -------- | ------------ | ------------ | --------- | --------- |
| Tochigi SC | 2011      | 4        | 0        | -            | -            | 4         | 0         |
| Tổng cộng  | Tổng cộng | 4        | 0        | 0            | 0            | 4         | 0         |